# Neil Carter
Neil Andrew Carter (Bedfont; 11 de mayo de 1958) es un músico, compositor y multiinstrumentista inglés, conocido por haber participado en bandas como Wild Horses, UFO y con el guitarrista Gary Moore.

## Biografía
Desde pequeño estudió y aprendió a tocar distintos instrumentos musicales y con solo 17 años de edad tocó para el cantautor inglés Gilbert O'Sullivan. A mediados de 1979 entró a la banda británica Wild Horses como teclista y guitarrista rítmico, donde grabó el disco homónimo en 1980 y que tras la gira promocional se retiró tras recibir una invitación de UFO. En dicha banda colaboró por primera vez en la composición, lo que se vio principalmente en los álbumes Mechanix de 1982 y en Making Contact de 1983. Durante el segundo semestre de 1983 Gary Moore lo convocó para colaborar con su carrera en solitario, con él alcanzó la fama tanto como cantante y como coescritor.
Tras el lanzamiento de After the War en 1989 se alejó de Gary para participar como músico clásico en algunas orquestas sinfónicas de Europa. A su vez inició su carrera como profesor de música, principalmente enseñando el saxofón y el clarinete. En 2010 volvió a colaborar con Gary en extensas giras por Europa y en donde participó en las grabaciones del álbum en vivo Live at Montreux 2010 y permaneció con él hasta el día de su muerte en febrero de 2011.
Desde 1993 hasta mediados de 2014 se desempeñó como profesor y director de saxofón en la orquesta infantil del Brighton College de Brighton, Inglaterra. También fue el líder de la banda estudiantil de swing de mencionado establecimiento y gracias a su talento para los instrumentos de viento-madera y viento-metal por tildado cariñosamente por la dirección como el «jefe de la madera y el latón». Desde 2014, ha sido uno de los examinadores de la Associated Board of the Royal Schools of Music.

## Discografía
| - 1980: Wild Horses - 1981: The Wild, the Willing and the Innocent - 1982: Mechanix - 1983: Making Contact | - 1983: Victims of the Future - 1984: We Want Moore! (en vivo) - 1985: Run for Cover - 1987: Wild Frontier - 1989: After the War - 2010: Live at Montreux 2010 (en vivo) |